# ふたりごと自由帳
『ふたりごと自由帳』（ふたりごとじゆうちょう）は、小坂俊史、重野なおき の共著による漫画作品。
発行元は芳文社（まんがタイムコミックス）。第1版2007年7月21日発行（実売日は同年7月6日）。ISBN 978-4-8322-6555-4

## 概要
2002年～2006年にかけて、重野なおきと小坂俊史両者による同人誌サークルで発表してきた作品を中心に、一部加筆・修正・書き下ろし等でまとめた物である。（なお、両者のサークル名は「ジャポニカ自由帳」で、単行本の名前は、ここからきていると考えられる。）
そのため両者のこれまでの作品とはかなり作風が異なっており、文学的な雰囲気の強い作品が多くなっている。特に、小坂の場合、文学的作品の他にも「知人や家族の死」をテーマにした作品が多くなっており、商業誌における作風との違いが顕著。（例：「春にして君を想う」「黒服の日々」他）
これに関しては、作品集のあとがきに「いつもと違う顔を見せようということで 本業の4コマを離れ 笑いを意識しないものを目指した」と書かれていることから、両者が実験的手法を多く取り入れようとしていることがわかる。
なお、両者は4コマ漫画家だが、この作品集に限っては非4コマ作品が多い。

## 収録されている作品
（単行本目次より抜粋）
- 小坂俊史の作品

1mのひまわり
92年のわたしへ
夏のつめあと
コインランドリー
缶蹴り
7時37分快速
もう会わない人
いちご
Re：いちご
プールサイド
夕立ち
霜月日記
女子旅に出る＃1
女子旅に出る＃2
女子旅に出る＃3
女子旅に出る＃4
女子旅に出る＃5
女子旅に出る＃6
26.5
グッバイ
最低の写真
4/1の町で（実際は4と1の間に横線）
春にして君を想う
黒服の日々
やがて忘れること
足跡読み
- 重野なおきの作品

どこまでも青
ねこをまつ
君を探して
小銭に願いを
昔むかしのよくある約束
ファミレス
ふたつの物語
幼稚で優しい平和の理論
ぼくと君とパソコンと
私と娘とパソコンと
スタンプ
ふたりの水槽
君に幸あれ
7号館
shopping
美森さん
fishing
待ち合わせ
ダイアリー
アイテムガールズ
このスピードで
サブリミナル①
サブリミナル②
サブリミナル③
サブリミナル④

## その他
- 宝島社発行の「このマンガがすごい!2008」で（オトコ編の）27位に選ばれた。
- なお、小坂は本作品集の一定の評価を受けて、「中央モノローグ線」という文学的な雰囲気の強い作品を商業誌（まんがライフオリジナル）にて発表している。
- 小坂の「1mのひまわり」はもともと『月刊フリップ編集日誌』にタイトルと原稿の一部だけが登場した作中作であった。